# 안드레이 제이츠
안드레이 세르게예비치 제이츠(러시아어: Андре́й Серге́евич Зейц, 1986년 12월 14일 ~ )는 카자흐스탄의 사이클 선수이다. 현재 카자흐스탄 프로 사이클팀인 아스타나 프로팀에서 활동하고 있다.